# Sava (région)
Pour les articles homonymes, voir Sava.

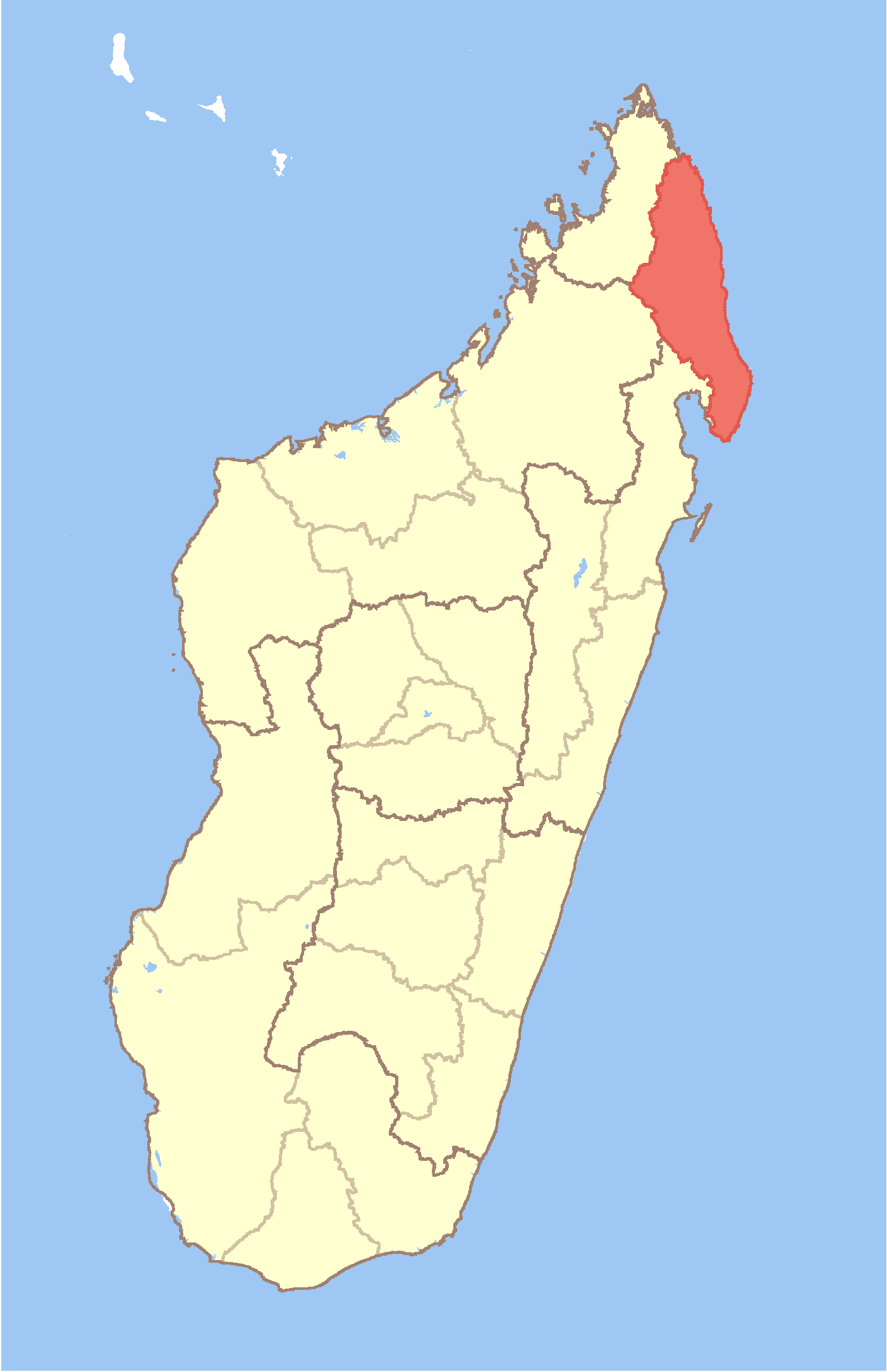
Localisation de la région de Sava à Madagascar.

La Sava est l'une des vingt-quatre régions de Madagascar, dont le nom est un acronyme formé à partir de ceux de ses quatre districts : Sambava, Antalaha, Vohemar et Andapa. Située dans la partie du nord-est de l'île, elle appartient à la province de Diego-Suarez. Son chef-lieu est Sambava.
Chacune de ses villes prétend au titre honorifique de « capitale mondiale de la vanille », une épice que la zone commercialise sous le nom de vanille Bourbon et dont elle est la première productrice mondiale. Son importance économique lui vaut d'être reliée à la capitale Tananarive par une nouvelle route baptisée « route de la vanille » au deuxième semestre 2005.

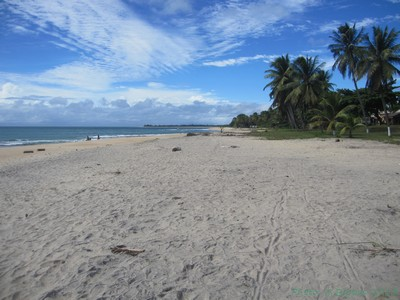
Plage de Sambava, Sava

## Géographie
La population de la région est estimée à environ 805 300 habitants, en 2004, sur une superficie de 25 518 km².

## Administration
La région de Sava est constituée de quatre districts :
- District d'Andapa
- District d'Antalaha
- District de Sambava
- District de Vohémar

## Aires protégées
- Parc national de Masoala
- Parc national de Marojejy
- Réserve spéciale d'Anjanaharibe-Sud

## Langues et culture
Les cours (français et malgache) et les activités culturelles de l'Alliance française de Sambava s'adressent à l'ensemble des habitants intéressés de la région.